# Arthur Tappan
Arthur Tappan (Northampton, 22 de maig del 1786 - New Haven, 23 de juliol de 1865) fou un abolicionista estatunidenc. Fou germà del Senador Benjamin Tappan i del també abolicionista Lewis Tappan. Va ser cofundador de la Societat Antiesclavista Estatunidenca juntament amb William Lloyd Garrison.

## Biografia
Nascut a Northampton, va rebre una educació religiosa i conservadora. Als 15 anys es va mudar a Boston. El 1807 va fundar una empresa tèxtil a Portland (Maine). Posteriorment, el 1836, juntament amb el seu germà Lewis Tappan van crear a Nova York un negoci d'importació de seda. El 1808, els dos germans van fundar el New York Journal of Commerce que, d'acord amb les seves creences, no contenia anuncis "immorals". Durant el Pànic del 1837 es va ensorrar el comerç de la seda i ho van perdre gairebé tot, però es van recuperar ràpidament i el 1840 van començar el que va esdevenir el primer servei comercial de valoració de riscos en la concessió de crèdits.
Arthur Tappan va ajudar a nombroses causes al llarg de la seva vida i a finals dels anys 1840 va abandonar els seus negocis per a dedicar-s'hi plenament. Seguint les seves conviccions religioses, va mostrar interès per la Societat Bíblica Americana (ABS) i a la dècada del 1820 va intentar el seu pla de portar la bíblia a totes les famílies americanes en un termini de dos anys; a més a més, va contribuir a campanyes contra l'alcohol i el tabac.
A principi de la dècada del 1830 s'allunyà de l'ABS i es va vincular al moviment abolicionista. Va finançar l'Oberlin College, on es donaven classes a nens blancs i negres junta i va demanar a les esglésies de Nova York que posessin final a la segregació per races dins dels temples. Des del 1833 va sufragar The Emancipator, una publicació setmanal que atacava l'esclavitud. Aquest mateix any va fundar, juntament amb William Lloyd Garrison la Societat Antiesclavista Estatunidenca, de la que fou president fins al 1840, quan la va abandonar per estar en contra dels atacs contra la Constitució i els plantejaments feministes que s'hi van introduir. Seguint la seva campanya a favor de l'abolició de l'esclavitud, Arthur i el seu germà van fundar l'American and Foreign Anti-Slavery Society (Societat Antiesclavista Americana i Estrangera) el 1840 i l'American Missionary Society el 1846. Després de la promulgació de la Llei d'Esclaus Fugitius del 1850, va refusar col·laborar amb la nova norma i va ajudar el finançament del Ferrocarril Subterrani, una xarxa clandestina que ajudava els esclaus afroamericans que escapaven de les plantacions.
Arthur Tappan va morir el 1865 i el seu germà Lewis el 1873. Ambdós van veure la Proclamació d'Emancipació que garantia la llibertat dels milions d'afroamericans del Sud i que significava el final de l'esclavitud als Estats Units.